# Plymouth Plaza
La Plymouth Plaza est un modèle de la gamme du constructeur automobile américain Plymouth produit de 1954 à 1958. Durant son existence, elle était la version bas de gamme "Price Leader" avec des berlines, coupés et breaks. La transmission automatique et le moteur V8, introduit en 1955, étaient une option disponible. Comme la plupart des automobiles similaires produites aux USA dans les années 1950-1960, ces versions dépouillées à la finition minimaliste et la liste d'option réduite étaient en priorité achetées par les forces de l'ordre, pour lesquelles existaient des options "heavy duty", comme véhicules de société mais aussi comme voiture particulière par des clients soucieux de leurs économies. Elles ont donc été produites en quantités bien moindres que les Savoy, Belvedere ou Fury et peu d'exemplaires ont été sauvegardés.

## Historique

### Genèse
En 1951-1952, la marque Plymouth réorganise sa gamme, remplaçant les Deluxe et Special Deluxe par trois modèles reprenant les carrosseries "ponton" introduites en 1949 : les Concord, Cambridge et Cranbrook. La gamme "Concord" n'est pas seulement celle des modèles les moins chers, elle regroupe toutes les anciennes Deluxe à empattement de 111 pouces tandis que celles de 118 et demie sont regroupées dans les gammes Cambridge et Cranbrook, raison pour laquelle il n'y a pas de berline Concord mais seulement un coupé utilitaire (habitacle court), le break Suburban (et sa version de luxe, Savoy) ainsi qu'une curieuse berline 2 portes Fastback à l'arrière arrondi. La gamme Cambridge ne se distingue donc pas par un positionnement plus luxueux, elle se compose de berlines classiques, disponibles en versions deux et quatre portes.
Prolongées un an de plus en raison de la Guerre de Corée, les carrosseries de 1949 sont finalement remplacées en 1953 par une nouvelle génération, à l'esthétique souvent moquée, et la Concord disparaît complètement à cette occasion. Les nouveaux modèles de 1953 prennent à revers la tendance automobile aux USA en présentant un châssis raccourci par rapport aux Cambridge et Cranbrook de l'année précédente (114 pouces d'empattement) et un habitacle dont la garde au toit, déjà plus généreuse que la concurrence, augmente encore. Malgré une volonté de conférer à la voiture une ligne aérodynamique, le résultat stylistique demeure peu convaincant, en grande partie en raison des contraintes imposées par K. T. Keller, président du groupe Chrysler, auquel appartient la marque Plymouth. Celui-ci exigeait une position assise élevée ainsi qu'une garde au toit suffisante pour permettre aux occupants de conserver leur chapeau, compromettant ainsi les proportions esthétiques du modèle. En revanche, le reste est notoirement plus moderne avec un capot plus bas et un pare-brise sans montant central, améliorant la visibilité, un châssis plus large, une série d'options avantageuses et des flancs plus lisses où les ailes ne font plus saillie (compliquant leur réparation) mais restent délimitées par des moulures. Fait notable, même sur les versions les plus haut de gamme, le revêtement chromé demeure proposé en option payante, illustrant une politique tarifaire particulièrement restrictive.
En dépit de quelques défauts mineurs et des réticences exprimées par le réseau de concessionnaires, l’année 1953 s’achève pour Plymouth sur un bilan positif, avec 40 000 unités supplémentaires écoulées par rapport à 1952, une année déjà marquée par de bons résultats. Ford et Chevrolet, conservent quant à eux les deux premières places du classement des ventes.

### Lancement
Pour l'année-modèle 1954, la nouvelle génération est encore en cours de mise au point, entraînant le report du lancement du moteur V8 à une date ultérieure. Le groupe Chrysler décide d'améliorer la finition extérieure de ses modèles avec des combinaisons de couleurs plus chatoyantes et davantage de chromes. La calandre à l'aspect peu heureux est redessinée et les deux gammes cèdent la place à trois :
- la Plaza, remplaçant les Cambridge de base ;
- la Savoy, se positionnant en milieu de gamme ;
- la Belvedere, désormais une série complète pour le sommet de la gamme ;

On reconnaît les Plaza à leur absence de chromes sur les flancs en dehors d'une inscription "Plaza" et à l'absence de petite custode mobile sur les vitres arrière. Les carrosseries proposées sont les mêmes que la Cambridge de 1953 : berline 4 portes, berline 2 portes (coupé) et "business coupé" sans siège arrière et à l'habitacle plus court par rapport au coffre. Plusieurs accessoires et fonctions, dont le chauffage, sont en option.
Malgré ce léger restylage, les ventes de Plymouth enregistrent une chute importante (presque 50% de moins qu'en 1953) alors que ses rivaux directs (Chevrolet et Ford) sont en léger recul. Les deux marques premium du groupe GM, Buick et Oldsmobile parviennent toutes deux à faire mieux que Plymouth, reléguant ces derniers à la cinquième place des ventes.
La Plaza, produite en plus petites quantités et sans breaks ni coupés club (sauf au Canada), s'en sort avec 81 366 exemplaires (en comptant les versions canadiennes et 3 588 châssis nus).

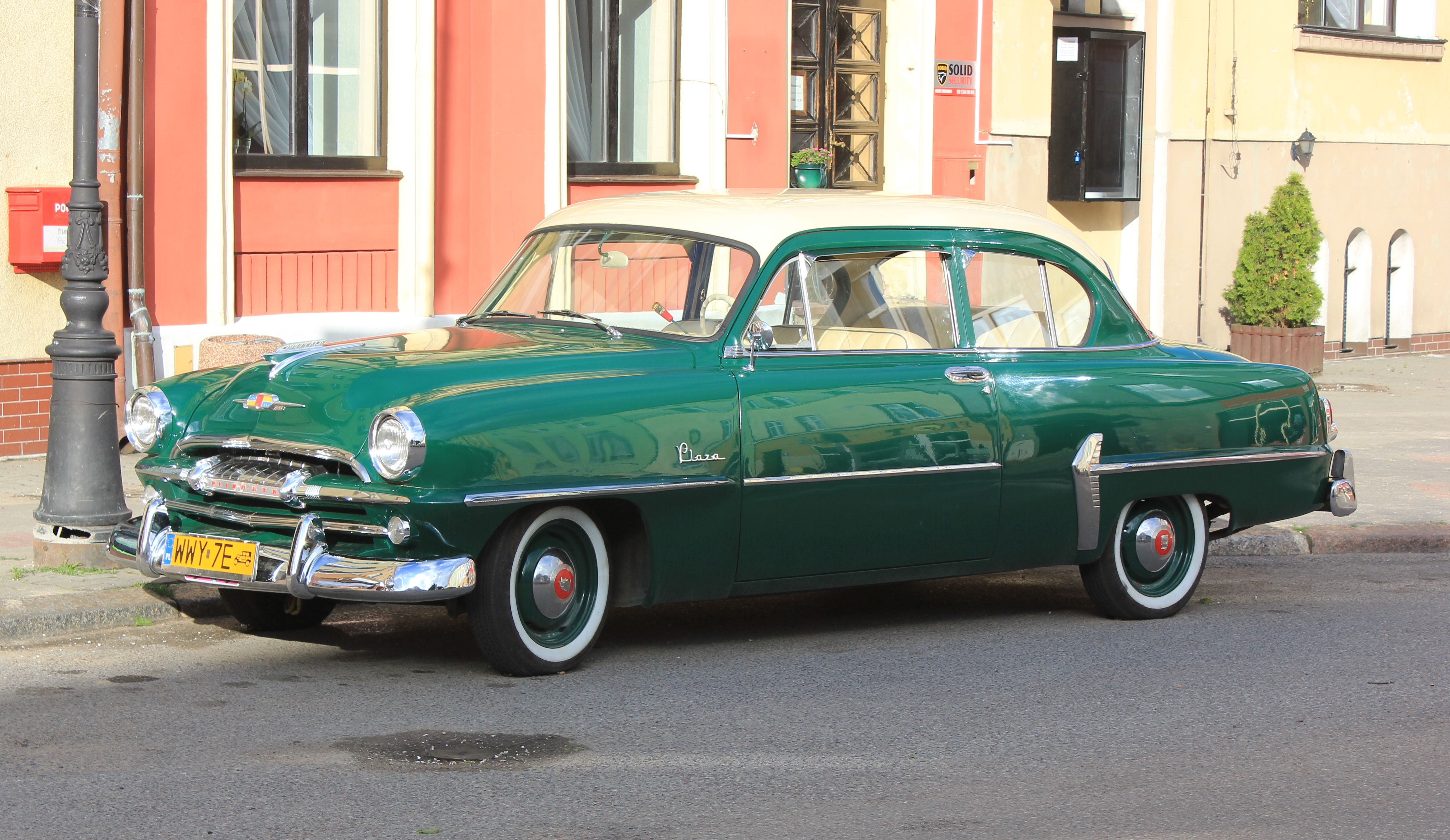
Berline deux portes en Pologne avec accessoires chromés.
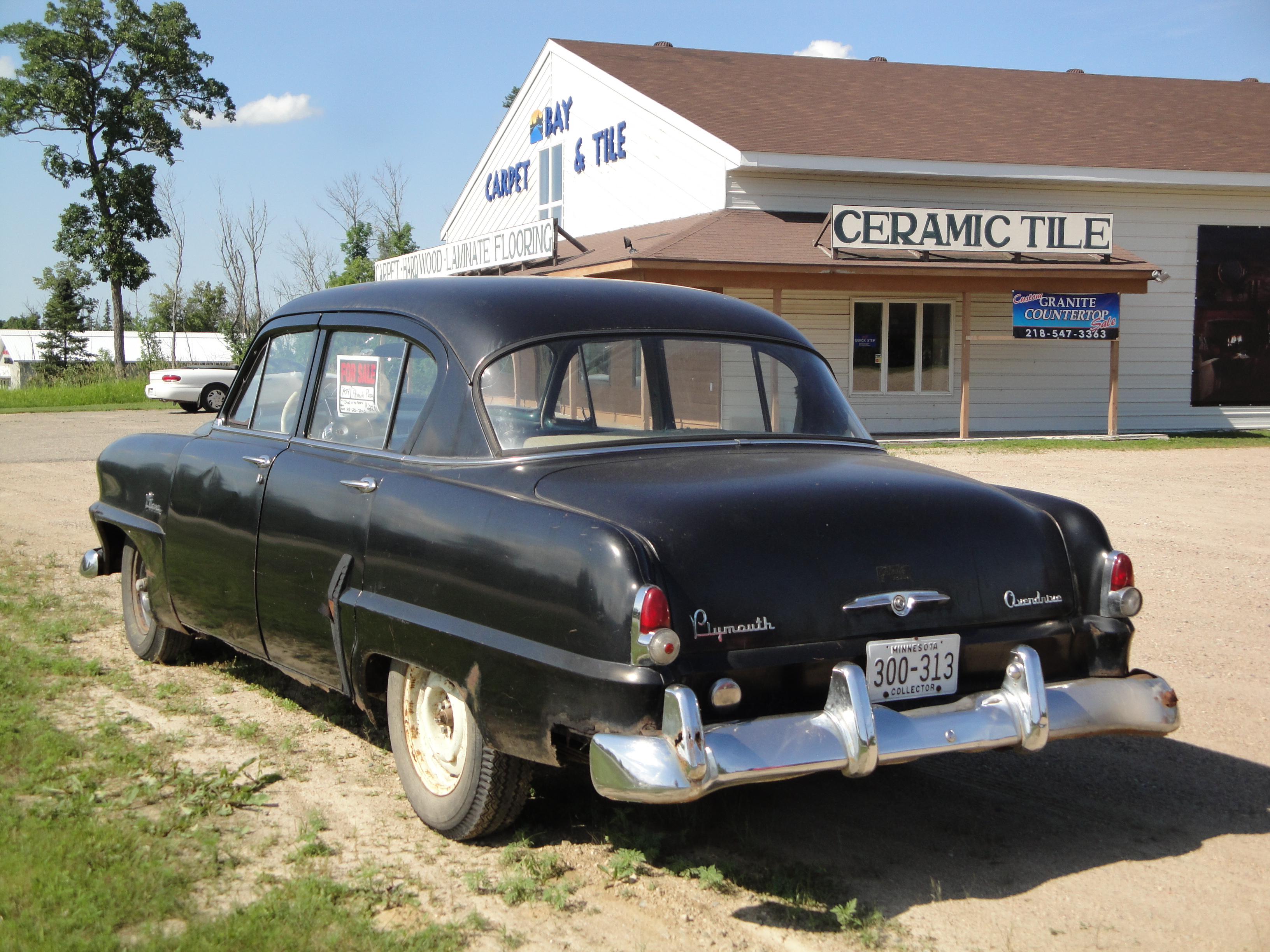
Vue arrière d'une berline quatre portes.
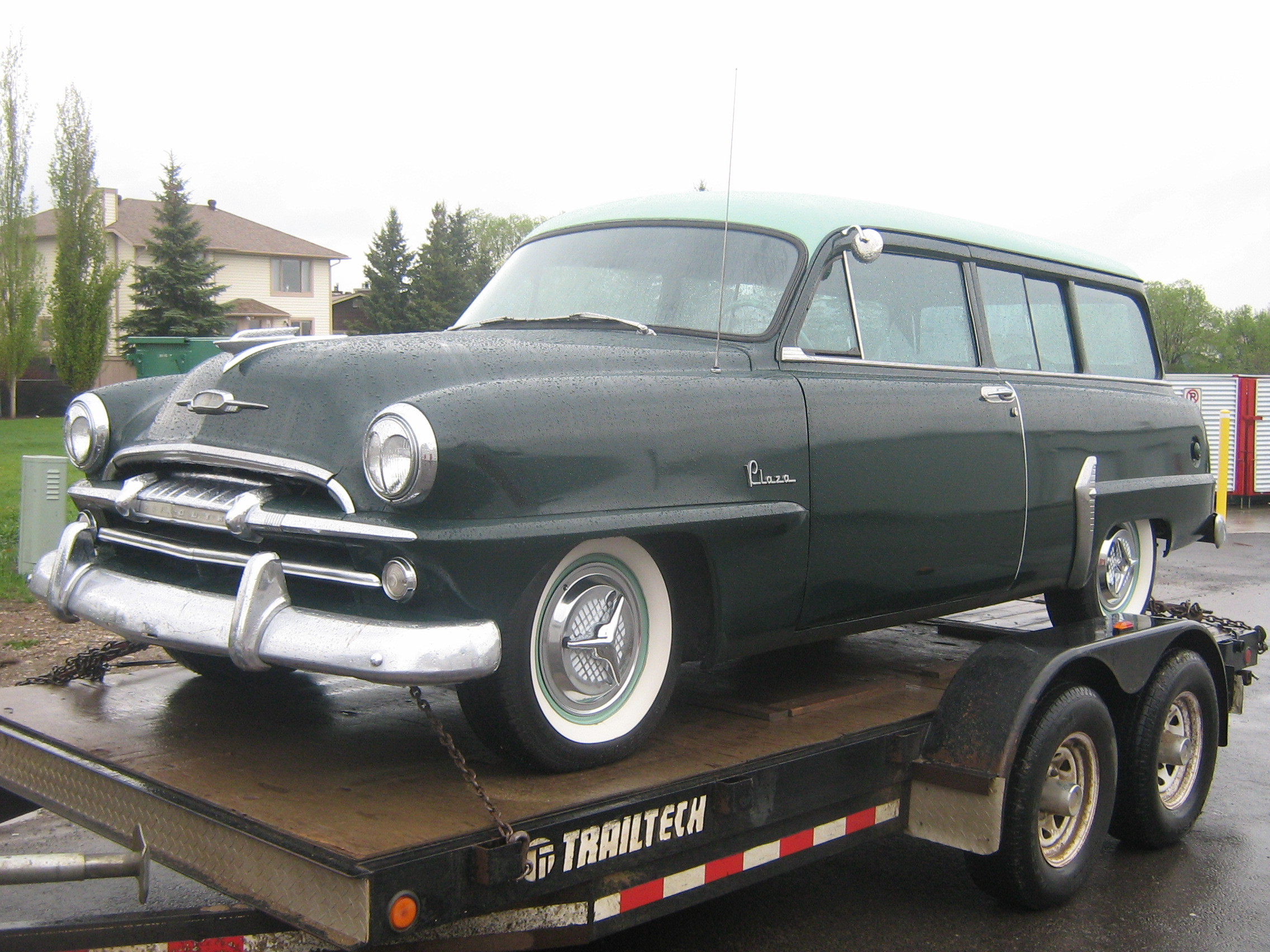
Suburban Plaza.

### 1955-1956

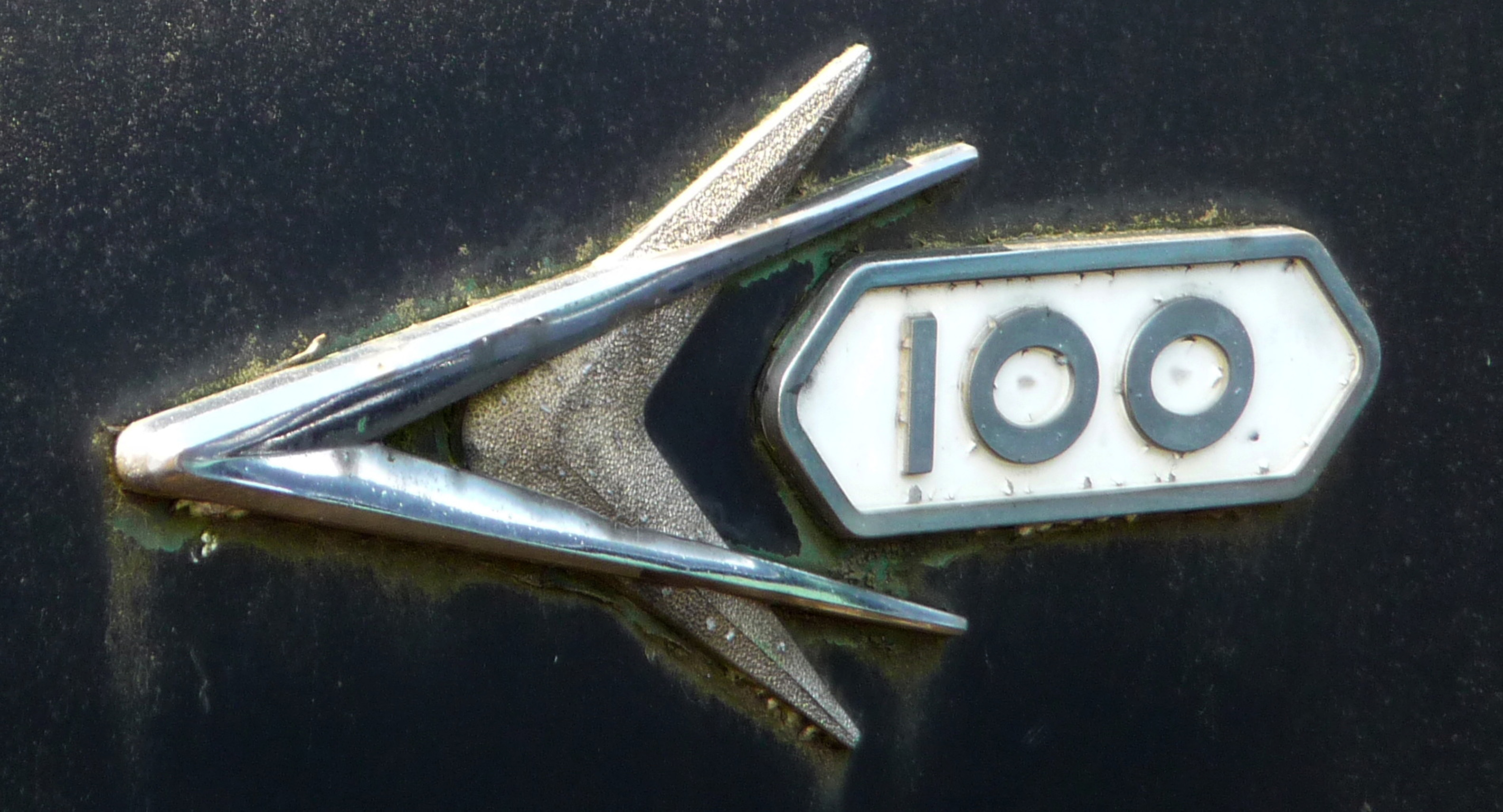
Logo "Forward Look", ici sur un Pickup Dodge.

Face aux résultats catastrophiques de 1954, le groupe Chrysler place ses espoirs dans la nouvelle génération qui propose enfin un moteur V8, et emploie une carrosserie suivant le design de Virgil Exner et Henry King qui décident de partir d'une feuille blanche. L'esthétique "Forward Look" créée par Exner repose non-seulement sur une caisse plus basse et élancée, comme le font les marques concurrentes, mais aussi sur une ligne épurée et harmonieuse rehaussée par des phares et ailes arrière proéminents. L'habitacle des berlines n'est pas sans rappeler celui des Ford mais avec un pare-brise panoramique plus classique encadré par des montants diagonaux (GM et Ford introduisent quant à eux un pare-brise débordant à montants verticaux, design très en vogue qui impose néanmoins une protubérance peu commode aux places avant).
L'aspect général est en nette amélioration, même sur les simplissimes Plaza sans chauffage, dégivreur ni radio, et les ventes de toutes les marques Chrysler prendront une nette ascendance dès le lancement en novembre 1954. La cure de jouvence a également lieu sous le capot avec un V8 à chambres polysphériques, version moins chère à produire du V8 "Hemi" apparu la même année. Il sera surtout commandé pour équiper des Savoy et Belvedere ; le 6-cylindres en ligne hérité des années 1930 est toujours utilisé sur les modèles de base, dont 70% des Plaza.
Les Plaza de 1955 et 1956 sont proposées en cinq versions : berlines 2 et 4 portes, berline utilitaire 2 portes et finition de base du break Belvedere, lequel est enfin aussi disponible en version quatre portes. Au moment de leur lancement, elles sont uniquement proposées en teinte uniforme (seule la couleur du toit pouvant différer) avec peu de chromes (aucun sur les flancs et des caoutchoucs apparents autour du pare-brise). Dès le milieu de l'année-modèle, l'option "sportone" (sport-tone) permet aux acheteurs de Savoy et Plaza de disposer pour une trentaine de dollars supplémentaires de moulures et zones de couleurs comme sur les Belvedere.
L'année 1956 apporte avant renouvelé avec une petite grille au lieu d'une section striée au milieu de la barre de calandre et le nom Plymouth en toutes lettres sur le capot tandis que des ailes pointues apparaissent à l'arrière ; sur les flancs, un trait chromé venant des Savoy 1955 devient une finition de série.
Au cours de ces deux années, la marque enregistre de solides résultats commerciaux, franchissant en 1955 son précédent record de ventes. Toutefois, elle demeure en quatrième position sur le marché, devancée par Buick.

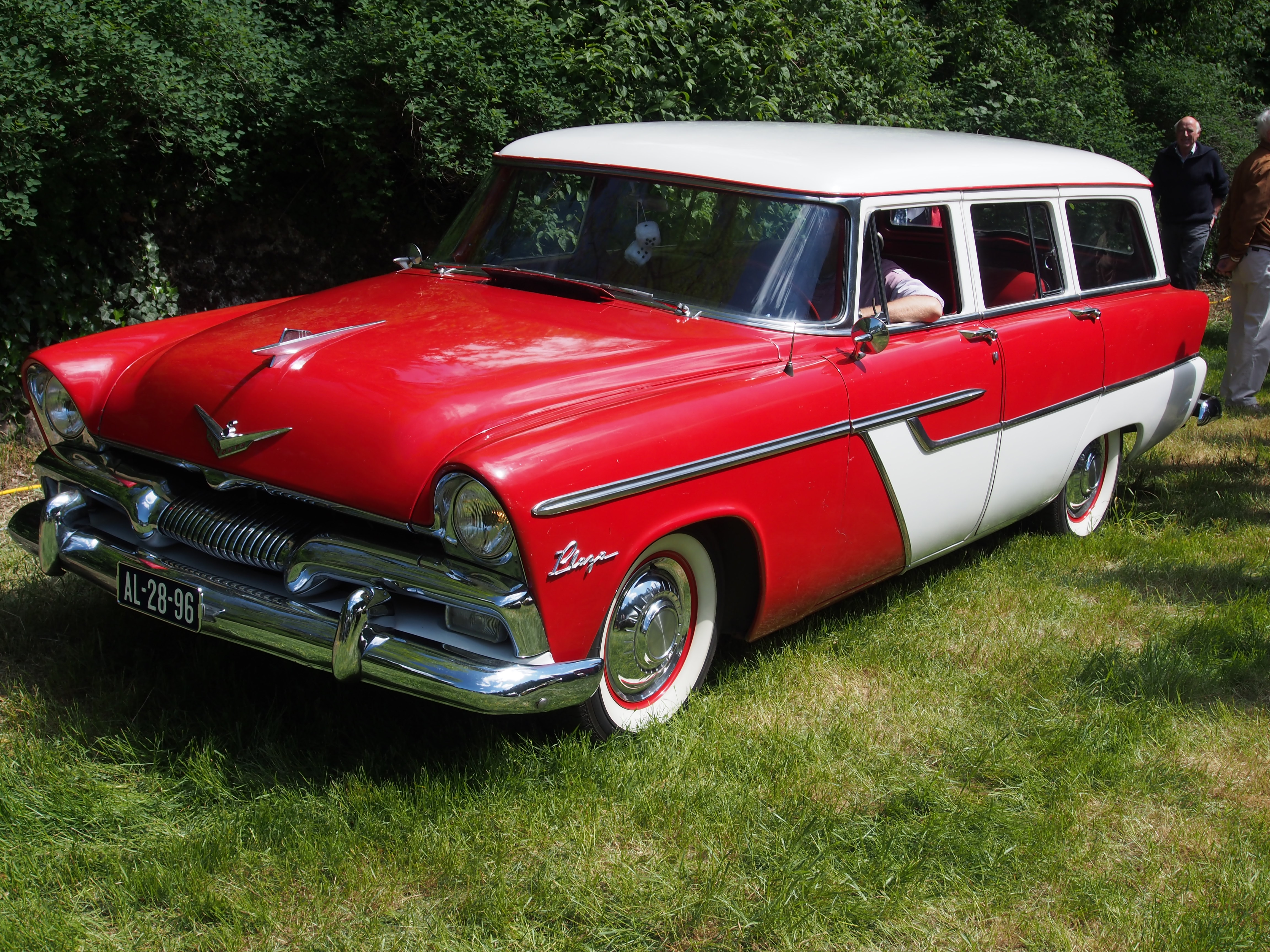
Break Suburban Plaza V8 avec l'option bicolore "sport-tone".
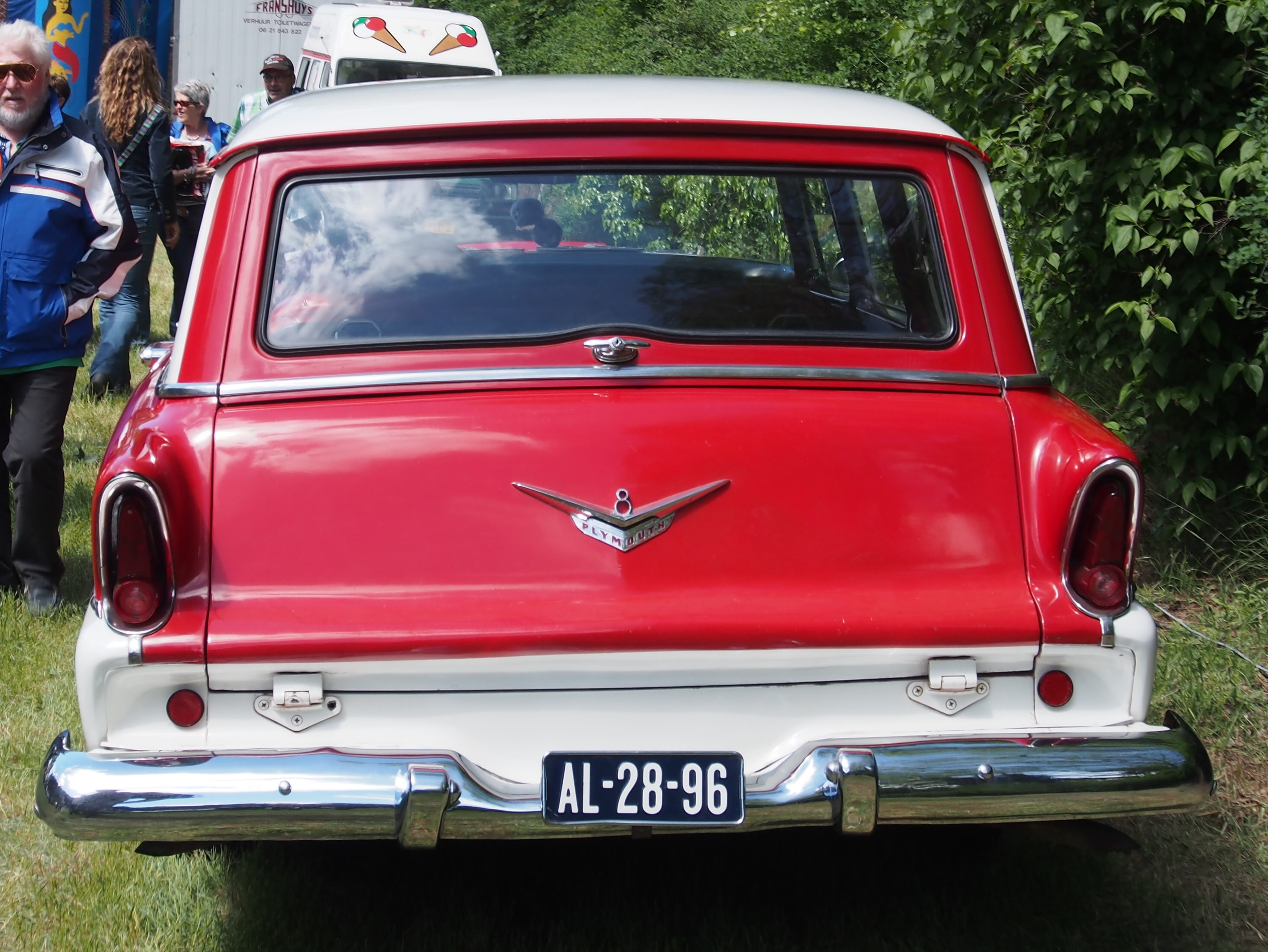
Insigne V8.
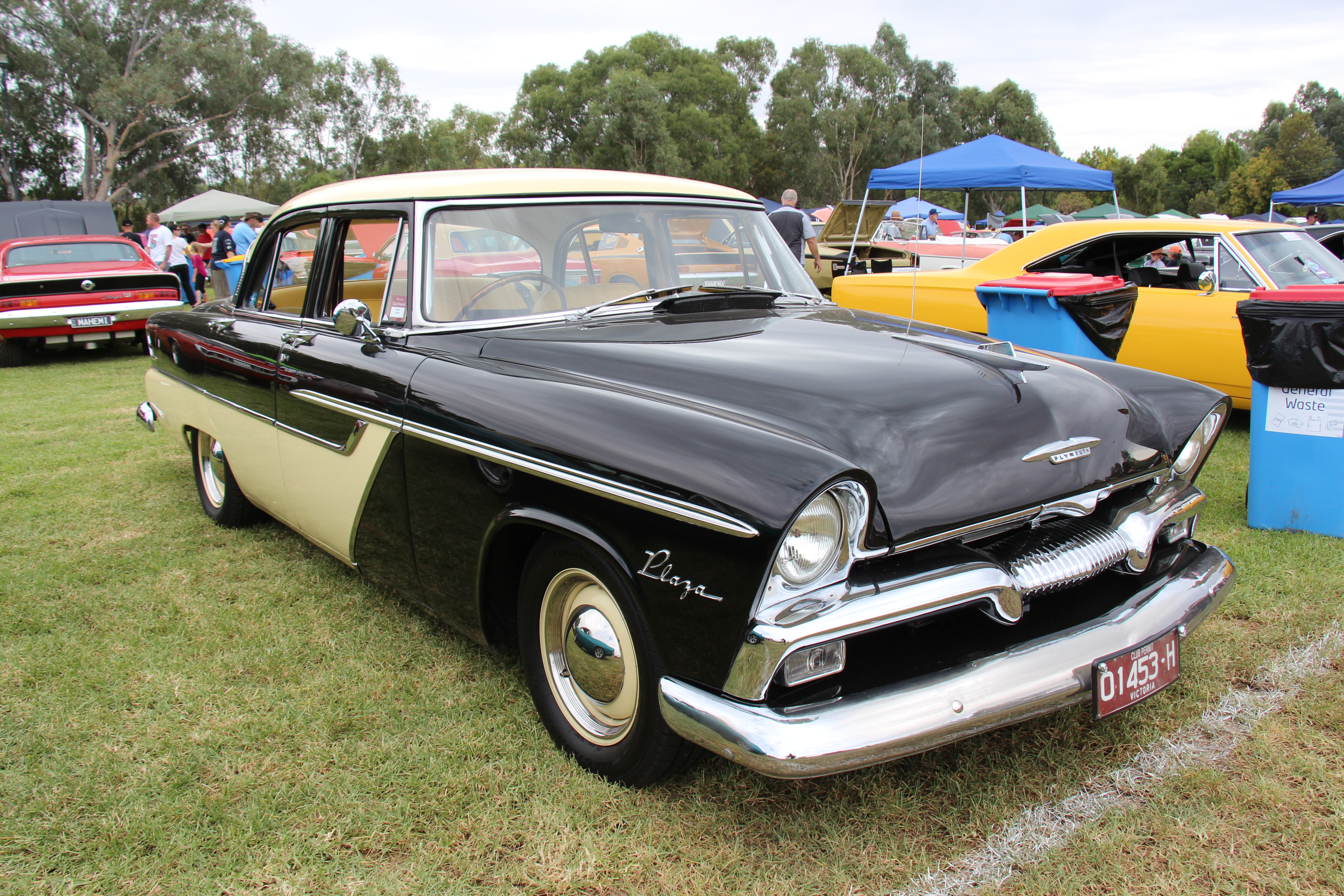
Berline (ce schéma de couleur est proposé mi-1955).
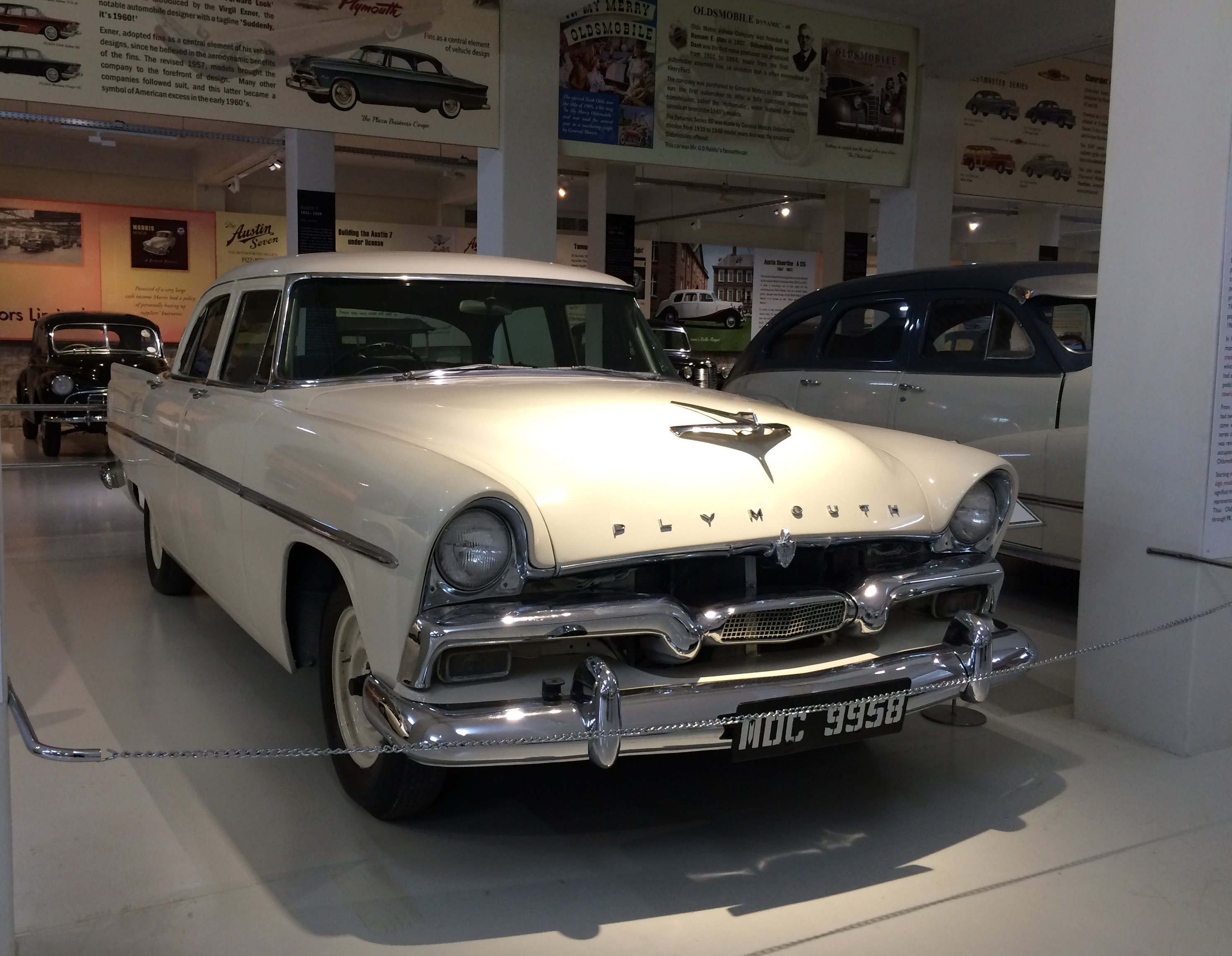
Modèle 1956 en Inde.

### 1957-1958
Contrairement à la pratique de ses concurrents GM et Ford, qui observent un cycle de renouvellement de trois ans, les Plymouth sont entièrement redessinées. De nouveau dirigée sur le plan stylistique par Virgil Exner, la marque adopte une interprétation plus audacieuse du concept "Forward Look", présenté comme étant en avance de trois ans sur son époque. La Plaza est toujours le modèle de base mais est supprimée après 1958 au profit d'une Savoy qui descend en gamme.
Les versions de base sont peintes d'une seule couleur avec peu de chrome et un V8 uniquement en option. On retrouve des berlines six glaces, des breaks deux et quatre portes ainsi que des berlines deux portes à la ligne de coupé dont certaines sont toujours produites en version utilitaire sans siège ni ouvrants de fenêtres à l'arrière.

Plymouth Plaza de 1958
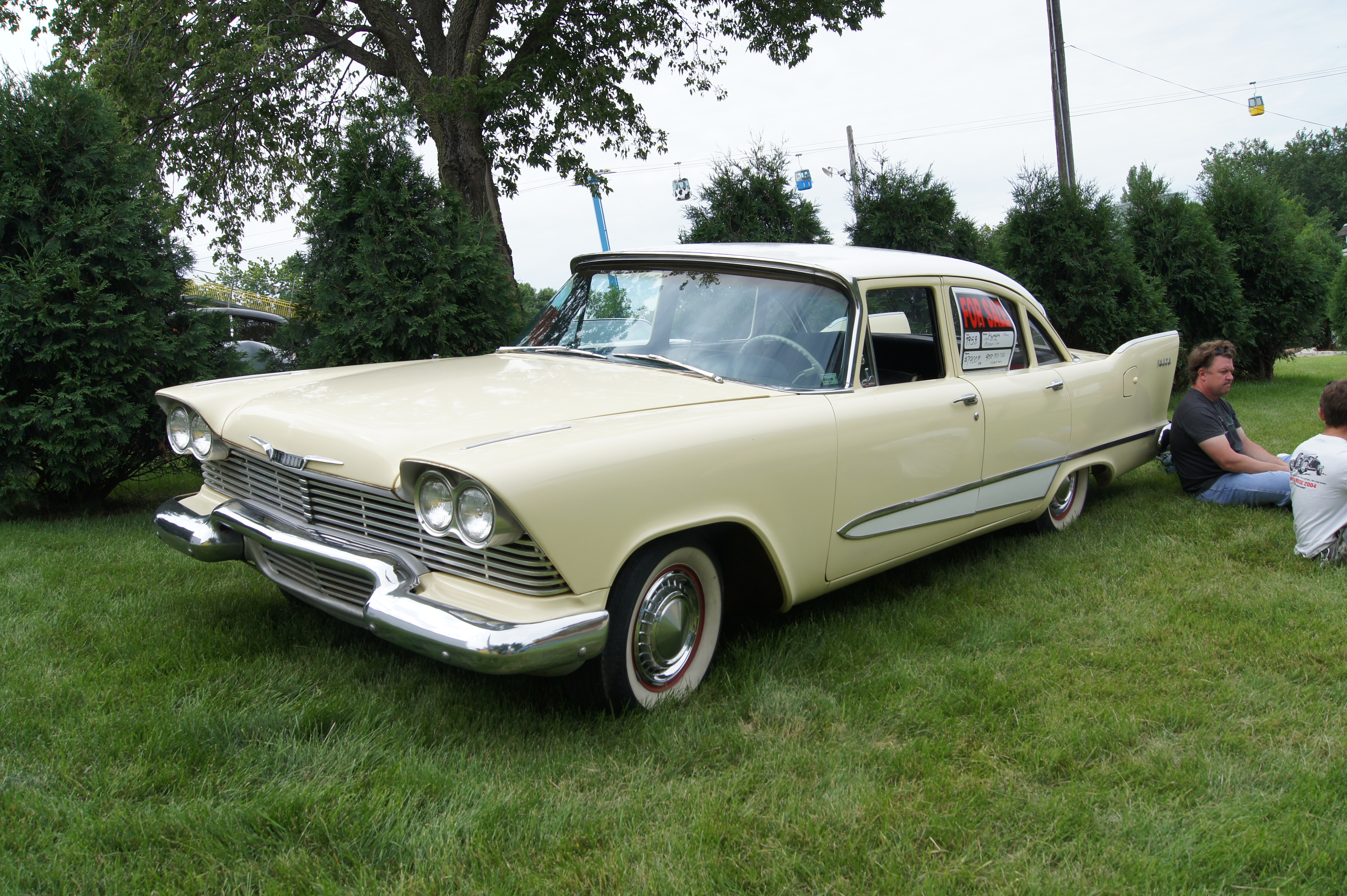
Berline quatre portes.
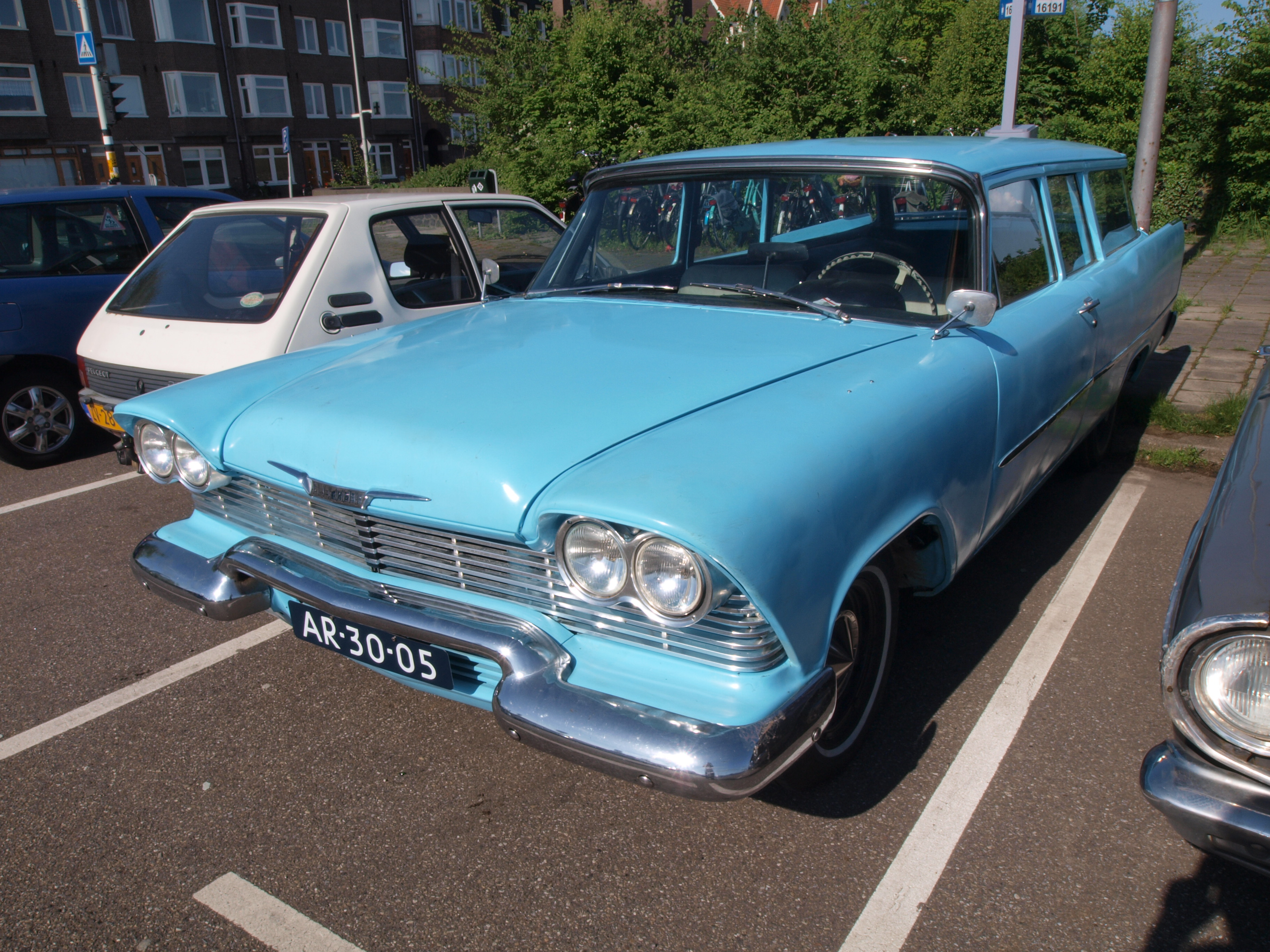
Break deux portes aux Pays-Bas.
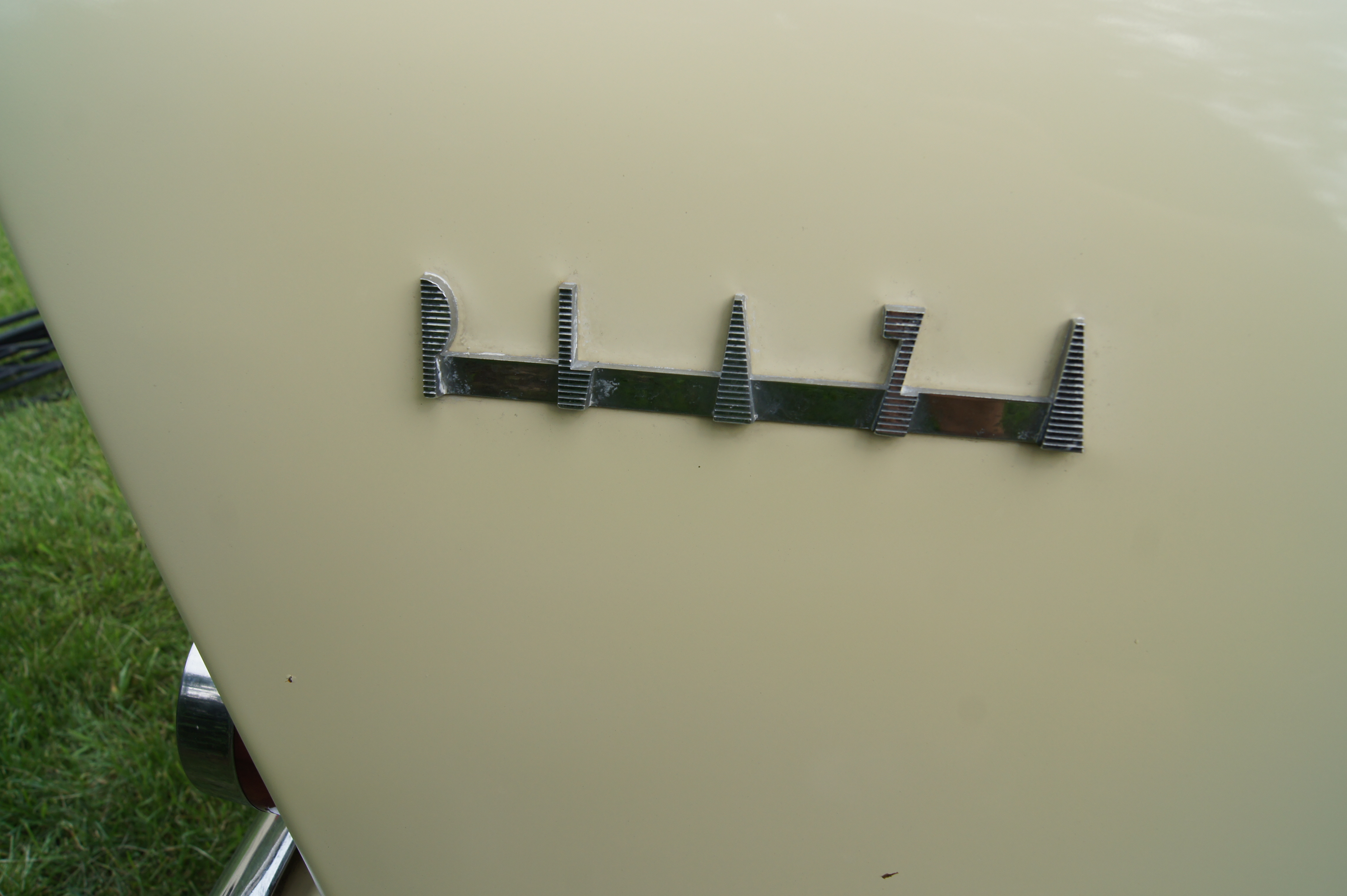
Inscription "Plaza" sur une automobile de 1958.